# フョードル・チュッチェフ

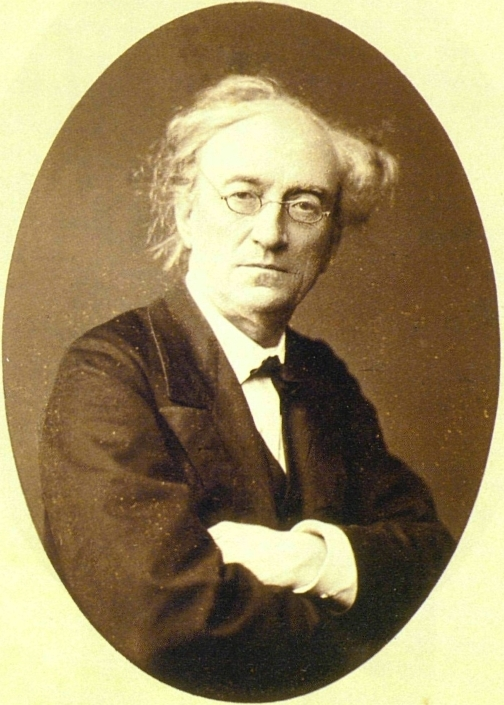
フョードル・チュッチェフ

フョードル・イヴァーノヴィチ・チュッチェフ（露: Фёдор Ива́нович Тю́тчев、英: Fyodor Ivanovich Tyutchev、1803年12月5日 - 1873年7月27日）とは、ロシアの詩人、外交官である。「頭でロシアは分からない」（ロシア語:Умом Россию не понять）という言葉で知られる。

## 生涯
ミュンヘン、トリノに暮らし、ハイネやシェリングと親交があった。文壇には加わらず、自らを文学者と呼ぶことはなかった。およそ400編の詩が残されており、その詩句はロシアできわめて頻繁に引用される。

## 作風
初期の詩は18世紀の詩的伝統の水脈の中で創られている。1830年代の彼の詩にはヨーロッパ（とりわけドイツ）のロマン主義の伝統がたいそう強い。それは哲学的（冥想的）抒情詩であり、その基本的なテーマは宇宙・人間の運命・自然をめぐる思索である。40年代にはロシアと西洋文明の相関の問題を扱った政治的論文をいくつか書いている。50年代のチュッチェフは一連の熱烈な恋愛詩を創っており、そこで恋愛は悲劇としてとらえられている。これら一群の詩は彼の愛人エレナ.A.デニーシエワに捧げられたものであり、後にいわゆる「デニーシエワ詩篇」としてまとめられる。60年代から70年代にかけてチュッチェフの創作は政治詩が中心になる。

## 主な作品
最も有名な詩“Silentium!”は、沈黙への悲痛な呼びかけであり、人は他者を最後まで理解することはできないということへの無念の思いである。またそこにある「語られた思想は偽りである」という詩句は、「頭でロシアは分からない」「我らの言葉への反応は予見できない」と並んで、きわめて頻繁に引用されるチュッチェフのアフォリズムである。
アンドレイ・タルコフスキーの映画 『ストーカー』 のラスト・シーンで、少女が暗唱する詩もチュッチェフの詩である。